# Jan Okoński
Jan Józef Okoński (ur. 7 maja 1953 w Krakowie) – polski polityk, samorządowiec, przedsiębiorca, poseł na Sejm II kadencji.

## Życiorys
Studiował na Wydziale Prawa i Administracji Uniwersytetu Jagiellońskiego, uzyskując w 1977 absolutorium. Prowadzi prywatną działalność gospodarczą. Przez wiele lat kierował Krakowską Kongregacją Kupiecką, później został jej prezesem honorowym. W latach 1990–2006 zasiadał w radzie miasta Krakowa. Sprawował także mandat posła II kadencji (1993–1997).
Należał do Unii Demokratycznej i Unii Wolności. W 2005 przystąpił do Partii Demokratycznej, był jej przewodniczącym w województwie małopolskim. W 2007 prezydent Krakowa Jacek Majchrowski powołał go na stanowisko pełnomocnika ds. rozwoju przedsiębiorczości.
W 2010 prezydent Bronisław Komorowski odznaczył go Krzyżem Kawalerskim Orderu Odrodzenia Polski. W 2001 otrzymał Złoty Krzyż Zasługi.